# Karl Joseph von Auersperg
Karl Joseph Graf von Auersperg, avstrijski general, * 20. avgust 1783, † 19. junij 1859.

## Življenjepis
Upokojen je bil 17. novembra 1849.

## Pregled vojaške kariere
Napredovanja
- generalmajor: 30. marec 1833 (z dnem 9. aprilom 1833)
- podmaršal: 2. september 1842